# Ляс (Живецький повіт)
Ляс (пол. Las) — село в Польщі, у гміні Шлемень Живецького повіту Сілезького воєводства.
Населення — 758 осіб (2011).
У 1975-1998 роках село належало до Бельського воєводства.

## Демографія
Демографічна структура станом на 31 березня 2011 року:
|          | Загалом | Допрацездатний вік | Працездатний вік | Постпрацездатний вік |
| -------- | ------- | ------------------ | ---------------- | -------------------- |
| Чоловіки | 367     | 63                 | 264              | 40                   |
| Жінки    | 391     | 78                 | 231              | 82                   |
| Разом    | 758     | 141                | 495              | 122                  |